# GRB 090423
GRB 090423 – rozbłysk gamma odkryty przez kosmiczne obserwatorium Swift 23 kwietnia 2009 roku. Na podstawie przesunięcia linii widmowych promieniowania ku czerwieni z ≈ 8,2 oszacowano, że rozbłysk miał miejsce ok. 630 mln lat po Wielkim Wybuchu.
Według jednego z badaczy rozbłysk był najprawdopodobniej wynikiem eksplozji masywnej gwiazdy, w wyniku czego powstała czarna dziura. Do czasu odkrycia galaktyki UDFy-38135539 był to najbardziej odległy od Ziemi obiekt astronomiczny.